# ジョン・パトリック・シャンリィ
ジョン・パトリック・シャンリィ（またはシャンリー、シャンレー、John Patrick Shanley, 1950年 - ）は、アメリカ合衆国の劇作家、脚本家、映画監督。ニューヨークのブロンクス区出身。

## 人物
ニューヨーク大学卒業。自分が書いた脚本は一語として変えてはいけない契約を結ぶことで知られているが、本人はこの噂を否定している
。
1987年、『月の輝く夜に』の脚本でアカデミー脚本賞、全米脚本家組合賞最優秀脚本賞を受賞。
1990年には、『ジョー、満月の島へ行く』で監督デビュー。
劇作家としては、2005年に『ダウト - 疑いをめぐる寓話』でピューリッツァー賞 戯曲部門、ドラマ・デスク賞（Drama Desk Award）、トニー賞 演劇作品賞を受賞した。この戯曲はシャンリィ本人の脚色・監督で2008年に映画化され（『ダウト〜あるカトリック学校で〜』）、第81回アカデミー賞で脚色賞など4部門でノミネートされた。

## 作品

### 戯曲
- お月さまへようこそ（Welcome to the Moon, 1982年） - 日本語訳：鈴木小百合（白水社）
- ダニーと紺碧の海（Danny and the Deep Blue Sea, 1983年） - 主演：ジョン・タトゥーロ/日本語訳：鈴木小百合（白水社）
- Savage In Limbo（1984年）
- The Dreamer Examines His Pillow（1985年）
- Italian American Reconciliation（1986年）
- マンハッタンの女たち（Women of Manhattan, 1986年） - 日本語訳：鈴木小百合（白水社）
- All For Charity（1987年）
- The Big Funk（1990年）
- Beggars in the House of Plenty（1991年）
- What Is This Everything?（1992年）
- Four Dogs and a Bone（1993年）
- Kissing Christine（1995年）
- Missing Marisa（1995年）
- The Wild Goose（1995年）
- Psychopathia Sexualis（1998年）
- Where's My Money?（2001年）
- Cellini（2001年）
- Dirty Story （2003年）
- ダウト - 疑いをめぐる寓話（Doubt, 2004年） - 日本語訳：鈴木小百合、井澤眞知子（白水社）
- Sailor's Song（2004年）
- Defiance（2005年）
- Romantic Poetry（2007年） - ミュージカル。ヘンリー・クリーガー（Henry Krieger）と共作。

### 映画脚本
- ファイブ・コーナーズ/危険な天使たち（Five Corners, 1987年）
- 月の輝く夜に（Moonstruck, 1987年）
- 乙女座殺人事件（The January Man, 1989年）
- ジョー、満月の島へ行く（Joe Versus the Volcano, 1990年） - 監督兼。
- 生きてこそ（Alive, 1993年）
- コンゴ（Congo, 1995年）
- ライブ・フロム・バグダッド 湾岸戦争最前線 （Live from Baghdad、2002年） - テレビ映画。エミー賞受賞。
- The Waltz of the Tulips（2006年）
- ダウト〜あるカトリック学校で〜 Doubt (2008) - 監督兼

## 参照
1. ↑  http://www.avclub.com/articles/john-patrick-shanley,22252/